# 楓香樹戰鬥
楓香樹戰鬥發生於1933年3月24日－4月19日，地點則是在豫南一帶。中华人民共和国方面记载战斗地点在河南省商城县门坎山（今属安徽省金寨县）。
1933年3月中旬，红28军奉命向鄂东北转移，与红25军会合。27日、28日，部队在河南省商城县门坎山（今属安徽省金寨县），与国军75师224旅遭遇。红28军政治委员王平章陣亡。